# Д-136

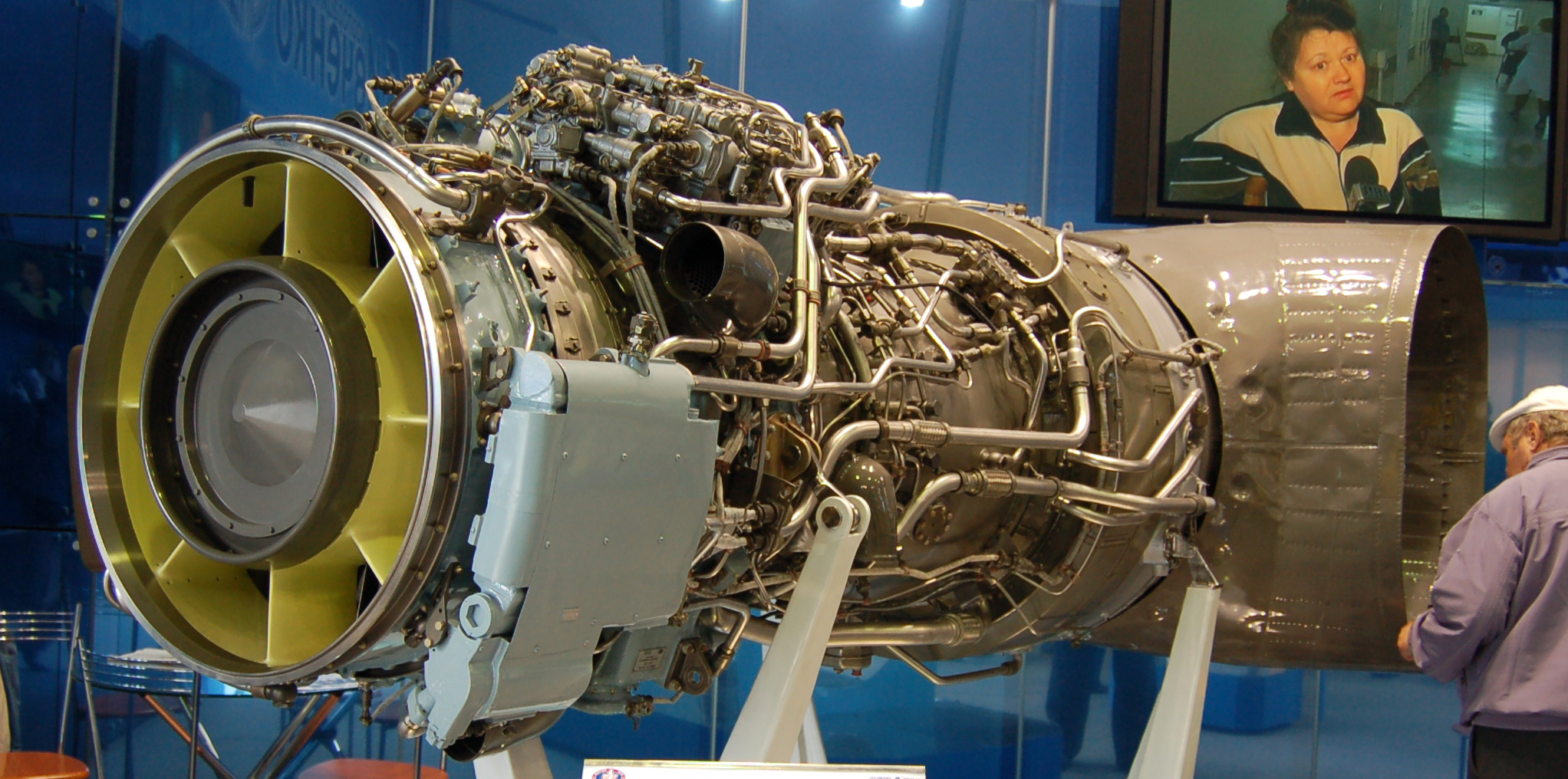
Двигатель Д-136 на МАКС-2009

Д-136 — авиационный турбовальный двигатель, разработанный в конце 1970-х годов в ГП "Ивченко-Прогресс" на базе ТРДД Д-36. Серийно выпускается с 1982 года на ЗПО «Моторостроитель», ныне АО «Мотор Сич».

## Носители
Двигатель предназначался для вертолёта Ми-26.

## Технические характеристики
| Технические характеристики двигателя Д-136 | Технические характеристики двигателя Д-136 |
| ------------------------------------------ | ------------------------------------------ |
| Мощность на взлётном режиме:               | 10000 л. с.                                |
| Удельный расход топлива:                   | 0,210 кг/л.с.·час                          |
| Степень повышения давления в компрессоре:  | 18,4                                       |
| Макс. расход воздуха:                      | 36 кг/с                                    |
| Макс. температура перед турбиной:          | 1516 К                                     |
| Длина:                                     | 3715 мм                                    |
| Ширина:                                    | 1382 мм                                    |
| Высота:                                    | 1124 мм                                    |
| Сухая масса:                               | 1263,5 кг                                  |
| Назначенный ресурс:                        | 6000 часов                                 |

## Конструкция

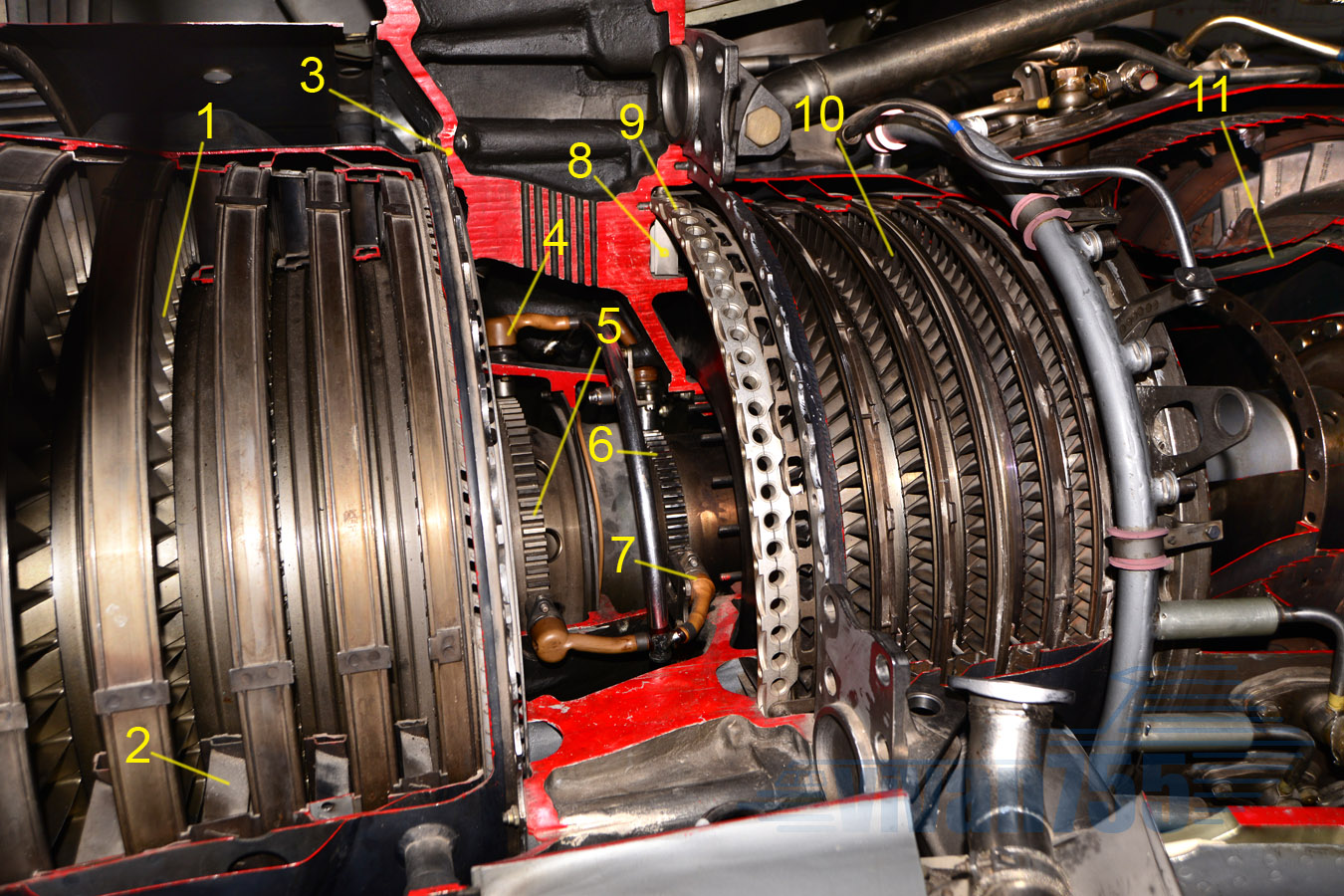
Разрезанный Д-36, Самарский университет

Д-136 — двухкаскадный ГТД с силовой турбиной. Двигатель имеет модульную конструкцию, состоит из модулей:
- компрессор низкого давления (КНД);
- компрессор высокого давления (КВД);
- камера сгорания ;
- турбина высокого давления (ТВД);
- турбина низкого давления (ТНД);
- свободная турбина;
- выходное устройство.

Модули КНД, КС, ТВД, ТНД взаимозаменяемы с аналогичными модулями Д-36. Осевой компрессор имеет 6 и 7 ступеней в каскадах низкого и высокого давления. Его конструкция аналогична компрессору двигателя Д-36, за исключением промежуточного корпуса между каскадами низкого и высокого давления. Камера сгорания — кольцевая. Турбины компрессора — осевые одноступенчатые, свободная турбина — осевая двухступенчатая. Крутящий момент от ротора силовой турбины через задний вал передаётся на редуктор винта. Вспомогательные агрегаты двигателя установлены на коробках приводов, расположенных сверху и снизу промежуточного корпуса с приводом от вала турбины высокого давления.
Двигатель выполнен по схеме с двухвальным газогенератором и свободной турбиной.
Компрессор двигателя осевой, двухкаскадный, тринадцатиступенчатый. Он состоит из  6-ступенчатого компрессора низкого давления (КНД) и 7-ступенчатого компрессора высокого давления (КВД).
КНД расположен в передней части двигателя за пылезащитным устройством (ПЗУ), КВД — за промежуточным корпусом. Роторы КНД и КВД приводятся во вращение своими турбинами и связаны между собой только газодинамической связью.
Промежуточный корпус установлен между КНД и КВД, предназначен для установки агрегатов двигателя и их приводов, установки узлов передней подвески двигателя к летательному аппарату и образует воздушный тракт двигателя на своём участке. Промежуточный корпус имеет форму двух усечённых конусов, соединённых восемью стойками — рёбрами. К промежуточному корпусу крепятся спрямляющий аппарат шестой ступени КНД, корпус КНД, корпус КВД, входной направляющий аппарат КВД, корпус передней опоры ротора высокого давления. Четыре стойки выполнены полыми и сообщаются с внутренней полостью промежуточного корпуса. Через две стойки проходят рессоры, передающие вращение к приводам, установленным в верхнем и нижнем коробчатых приливах. Полости ещё двух стоек служат для слива масла из верхнего коробчатого прилива в полость центрального привода.
Турбина двигателя осевая, реактивная, четырёхступенчатая. Она служит для преобразования энергии газового потока в механическую энергию вращения компрессоров двигателя, приводов агрегатов и трансмиссии вертолёта.
Расположена турбина за камерой сгорания и состоит из одноступенчатой турбины высокого давления (ТВД), одноступенчатой турбины низкого давления (ТНД), каждая из которых включает статор и ротор, и двухступенчатой свободной турбины (СТ), которая состоит из статора, ротора и корпуса опор ротора свободной турбины.
Выходное устройство выполнено в виде расширяющегося патрубка и служит для снижения скорости газового потока и отвода его в атмосферу в сторону от оси двигателя. Оно расположено непосредственно за корпусом опор ротора СТ двигателя и передним фланцем крепится к заднему фланцу корпуса опор ротора СТ стяжной лентой, затянутой стяжными болтами, законтренными проволокой. Задним фланцем выхлопное устройство при помощи болтов крепится к разрезному кольцу, которое опирается на коническую балку и фиксируется на ней стяжной лентой, затянутой гайкой, законтренной проволокой.
Выходное устройство состоит из экрана, конической балки и внутреннего кожуха, которые соединены между собой стойками. По наружной поверхности к внутреннему кожуху крепится наружный кожух с выштамповками в форме чашек.
Трансмиссия. В данном двигателе каждый из каскадов имеет две опоры — заднюю и переднюю. В роли передней опоры выступает шарикоподшипник, а роли задней — роликоподшипник (КВД, КНД). На валу же свободной турбины роль передней опоры играет роликоподшипник, а задней — шарикоподшипник.

## Система управления
Так как Д-136 предназначен для установки на вертолёты, где частота вращения винтов постоянна, топливная автоматика двигателя рассчитана на поддержание оборотов свободной турбины (СТ). На двигателе установлены топливный регулятор и регулятор частоты вращения свободной турбины . Регулятор топлива  дозирует топливо при запуске, приёмистости и сбросе газа, а на установившемся режиме дозирует топливо по командам от регулятора частоты вращения.
Регулятор  управляя топливным регулятором, поддерживает обороты свободной турбины, которые стремятся уменьшиться при увеличении шага несущего винта (взятии рычага «Шаг-газ» на себя) и увеличиться при сбросе шага. Возможно изменение оборотов СТ с помощью рычага перестройки регулятора (РПР). Кроме того, регуляторы установленных на вертолёте двигателей синхронизируют мощности двигателей. Отключается синхронизация при появлении сигнала превышения оборотов СТ от блока предельных регуляторов (БПР).